# 黄缘盒龟
食蛇龜，又名黃緣箱龜、黃緣閉殻龜、
金头龟和中國盒龜等，为地龜科闭壳龟属的爬行动物。该物种的模式产地在臺灣淡水，是台灣唯一的陸棲龜類。

## 生態特徵

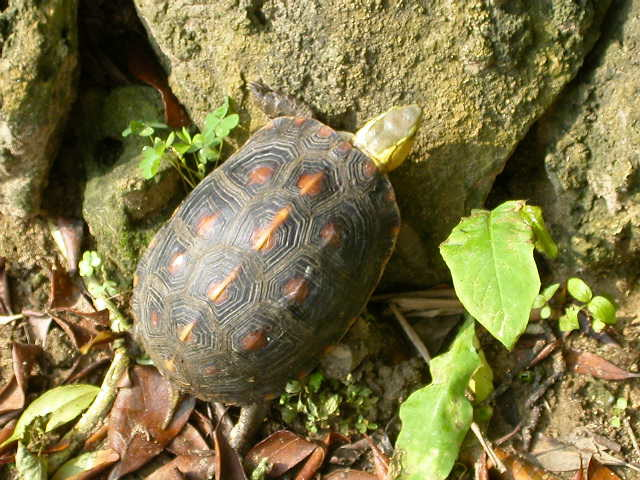
食蛇龜稜脊上有一條明顯的黃線

黄缘閉殼龜的背甲顏色為深褐色，稜脊上有一條明顯的黃線；頭部顏色呈黃綠色，眼睛後方有一條鮮豔的黃色縱帶；腹甲為黑色，中間有一條橫向韌帶，可使腹甲的前後兩半分別向上移動，使前後的背甲閉合。牠的背甲可長達18公分，雄龜體型略小，多不及17公分，而且體重大多只有雌龜的一半。黄缘閉殼龜交配季節約為每年4月，4月至初秋間的生殖季可產下1窩至2窩的卵，每窩產卵1至8顆不等。黄缘閉殼龜為雜食性，以昆蟲、蚯蚓、蛙、蝸牛、魚、腐屍為食，也會攝取蕈類、果實、菜葉。雖是淡水龜，但不擅游泳。

## 分布
黄缘閉殼龜多出現在森林底層等潮湿且穩定的環境。分布在中国大陆的东部、南部、中部，包括湖北省、湖南省、安徽省、福建省、广西壮族自治区、四川省等，北至河南省等地。在日本也有分布，特别是琉球群岛、石垣岛和西表岛。在台湾的棲息地主要為翡翠水庫集水區、宜蘭、南投、屏東的中低海拔山區。香港亦曾有發現，但多疑為放生之個體。

## 保護狀態
閉殼龜屬所有種，包括黄缘闭壳龟已列入《瀕臨絕種野生動植物國際貿易公約》附錄II以受保護。另外，中華民國農業部也將其列為珍貴稀有保育類動物。由於翡翠水庫集水區內有全世界最穩定的食蛇龜野生族群，因此農委會在2013年於此區域內建立食蛇龜野生動物保護區。
即使台灣已立法保護食蛇龜（目前在台灣為一級保育類），但近年仍因中國大陆市場需求的緣故，不斷查獲大量的食蛇龜被嘗試走私進入中國大陆，對食蛇龜在臺灣的族群造成相當大的危害。大陸市場大量走私主要是為了屯貨並且哄抬價格。食蛇龜被長期關在擁擠狹窄的空間裡，就算被查獲收容大多數個體也因為虛弱或傳染病緣故，死亡率相當高，要返回大自然困難重重。

## 連結
- 阿食也想回家-食蛇龜之聲的Facebook專頁
- 強食回龜！！！！
- 關於食蛇龜（页面存档备份，存于）
- 食蛇龜 - 臺北翡翠水庫管理局 - 臺北市政府（页面存档备份，存于）
- 食蛇龜| 台灣環境資訊協會-環境資訊中心（页面存档备份，存于）
- 【媒體報導】食蛇龜柴棺龜遭大肆獵捕走私中國- 國立中興大學（页面存档备份，存于）
- 食蛇龜 - 經濟部水利署中區水資源局（页面存档备份，存于）

### 閱讀
- 【公民寫手】SOS！食蛇龜大危機| 上下游News&Market新聞市集（页面存档备份，存于）
- 食蛇龜（页面存档备份，存于）
- 盜龜王國！聯合國野生動物犯罪報告：台灣食蛇龜盜獵名列前茅（页面存档备份，存于）
- 食蛇龜──誤落凡塵的龜仙？（页面存档备份，存于）
- 台灣食蛇龜生存的挑戰